# James May
James Daniel May (Bristol, 16 januari 1963) is een Britse televisiepresentator. May is het bekendst van het autoprogramma Top Gear, dat hij presenteerde samen met Richard Hammond en Jeremy Clarkson. Niet lang na het ontslag van Clarkson (in 2015) stopten May en Hammond ook met het presenteren van het programma. Het trio presenteert sinds 2016 een nieuwe show genaamd The Grand Tour. Van 2003 tot 2011 schreef hij een wekelijkse column voor The Daily Telegraph.

## Biografie
James May ging naar de Oakwood Comprehensive School in Rotherham. Hij woont nu in Hammersmith in West Londen. Hij heeft een broer en twee zussen.
In het begin van de jaren 90 werkte May als sub-editor voor The Engineer en Autocar Magazine. Hij heeft ook een aantal artikelen geschreven voor diverse autobladen, maar ook een boek getiteld May on Motors, dat een collectie van zijn columns bevat.
Zijn eerste televisieoptreden kende hij als presentator voor het programma Driven op Channel 4. Daarna was hij de voice-over van het BBC programma Road Rage School en presentator van het programma James May's Top Toys. In 1999 was hij voor het eerst op het scherm te zien als co-presentator van Top Gear. Destijds had Top Gear een ander format, en had het programma relatief lage kijkcijfers. In 2003, toen het tweede seizoen van het met succes vernieuwde Top Gear van start ging, vertrok Jason Dawe. May werd aangetrokken als een van de hoofdpresentatoren van het programma. Hier heeft hij de bijnaam "Captain Slow" vanwege zijn voorkeur om langzaam en behoedzaam te rijden.
James May beschikt over een vliegbrevet en vloog in 2005 met een Cessna 182 voor een race in Top Gear. Echter had hij geen Instrument Rating, waardoor hij niet in het donker mocht vliegen. Zodoende moest hij de vlucht vroegtijdig afbreken.
Op 29 januari 2006 presenteerde May Top of the Pops op BBC Two. May draagt frequent bij aan het online automagazine Sniff Petrol, en presenteert hij een documentaire voor Sky Channel over haaien. In 2006 en 2007 was hij met wijnkenner Oz Clarke te zien in Oz and James's Big Wine Adventure.
May is eigenaar van een aantal auto's, waaronder een Bentley T2, Rolls-Royce Phantom, een Range Rover, een Fiat Panda, een Mini 1275 Special, Porsche 911, Porsche Boxster S, een rode Ferrari 458 Speciale, een blauwe BMW i3, een zwarte Toyota Mirai, een Alpine A110 (2017) en diverse motoren. May heeft een voorkeur voor prestigeauto's zoals Rolls-Royce en Bentley, maar ook simpele auto's zoals de Fiat Panda kunnen hem wel bekoren.

## Ontslag Autocar Magazine
In een interview met Richard Allinson op BBC Radio 2 (6 januari 2006), gaf May toe in 1992 ontslagen te zijn door het plaatsen van een geheime boodschap in een publicatie van het Autocar magazine. Eind dat jaar kwam het "Road Test Year Book" supplement uit. Elke dubbele pagina bevatte vier autorecensies en elke recensie begon met een grote rode initiaal. Het was May's taak het supplement samen te voegen, wat "ongelofelijk saai was en maanden duurde". Hij vertelde:
Ik had dus het idee dat wanneer ik het begin van elke mini-recensie herschreef, de rode beginletters een geheime boodschap konden achterlaten in het magazine - het leek mij een briljant idee. Ik weet niet meer precies wat er stond maar het kwam neer op: "Je zou denken dat dit een leuke taak is, maar als je er zelf mee moet komen, is het onuitstaanbaar". Het kostte me ongeveer twee maanden om het boekje in elkaar te zetten. Op de dag dat het uitkwam was ik zelf eigenlijk vergeten wat ik had gedaan, omdat er nogal wat tijd zat tussen oplevering en het moment dat het daadwerkelijk in de winkel lag. Toen ik die morgen op mijn werk kwam keek iedereen naar z'n schoenen en werd ik gesommeerd me te melden bij de directeur. Mijn geheime boodschap was uitgekomen en niemand op m'n werk had opgemerkt wat ik had gedaan, omdat je nooit de hele woorden zag. Maar alle lezers hadden het gezien en hadden geschreven in de veronderstelling dat ze een prijs, een auto of iets dergelijks hadden gewonnen.